# La Ballade de Lila K
La Ballade de Lila K est un roman de Blandine Le Callet publié le 1er septembre 2010 aux éditions Stock.
Une jeune femme, Lila K., fragile et volontaire, raconte son histoire. Un jour, des hommes en noir l'ont brutalement arraché à sa mère, et conduite dans un Centre, mi-pensionnat mi-prison, où on l'a prise en charge. Surdouée, asociale, Lila a tout oublié de sa vie antérieure. Son obsession : retrouver sa mère, recouvrer sa mémoire perdue. Commence alors pour elle un apprentissage chaotique, au sein d'un univers étrange dans lequel les livres n'ont plus droit de cité.... 

## Historique du roman
Ce roman est le deuxième de Blandine Le Callet, après le succès de Une pièce montée par en 2006. Le roman reçoit en 2011 le prix Sony du livre numérique et le prix Culture et Bibliothèques pour tous, et, en 2012, lors de sa réédition en poche, le prix des lecteurs du Livre de poche ainsi que le prix des lectrices Terrafemina-Le Livre de poche,.

## Résumé
Le roman suit l'histoire de Lila K, jeune fille traumatisée prise en charge dans un centre. Très intelligente et peu sociale, elle n'aura qu'une obsession : retrouver sa mère pour connaitre sa propre histoire.

## Éditions
- Éditions Stock[4], coll. « La Bleue », 2010,  (ISBN 9782234064829)
- Le Livre de poche[5], 2012  (ISBN 9782253161752), 354 p.